# هانس بوس
هانس بوس (بالهولندية: Hans Bos)‏ هو عالم كيمياء حيوية هولندي، ولد في 16 يونيو 1950.